# Additief stelsel
Een additief stelsel is een getalstelsel waarbij de waarde van een getal wordt bepaald door de samenstellende delen (de symbolen c.q. de cijfers) van dat getal bij elkaar op te tellen, en soms ook van elkaar af te trekken.
De Romeinse cijfers vormen een voorbeeld van een additief stelsel. De getallen IV en VI, bijvoorbeeld, bestaan uit dezelfde symbolen en representeren twee verschillende getallen, tientallig geschreven, opvolgend 4 en 6. De plaats van de symbolen bepaalt of er moet worden opgeteld (vandaar het woord additief) of afgetrokken. 
Ook het turven kan worden opgevat als een additief stelsel, waarbij slechts één symbool wordt gebruikt, namelijk het cijfer |. Het Ionisch getalsysteem, dat gebruikmaakt van de letters van het Griekse alfabet, is in principe een additief systeem.